# Danh sách câu lạc bộ bóng đá ở Belize
Đây là danh sách các câu lạc bộ bóng đá ở Belize.
Về danh sách đầy đủ, xem Thể loại:Câu lạc bộ bóng đá Belize

## B
- Barrio Fino F.C.
- Belize Defence Force FC
- Belmopan Bandits
- Belmopan Blaze
- Benque D.C. United
- Boca F.C.

## C
- Costa Del Sol Nairi's

## F
- FC Belize

## G
- Georgetown Ibayani
- Griga United

## I
- Ilagulei

## J
- Juventus (Belize)

## K
- Kremandala
- Kulture Yabra FC

## N
- New Site Erei
- Nizhee Corozal

## P
- Paradise/Freedom Fighters
- Pickstock Lake
- Placencia Assassins
- Police United FC (Belize)

## R
- R.G. City Boys United
- Revolutionary Conquerors

## S
- San Felipe Barcelona
- San Ignacio United
- San Pedro Seadogs
- San Pedro Seahawks
- Santel's

## T
- Texmar United

## V
- Verdes FC

## W
- Wagiya
- World FC (Belize)